# Тумба (Черна гора)
Вижте пояснителната страница за други значения на Тумба.
Тумба е най-високият връх на планината Черна гора (1129 м). Той е пресечна точка на границите на общините Перник, Земен, Ковачевци и Брезник. Представлява широка билна заравненост, обрасла с треви. Не е скалист и околностите му са покрити с трънки, шипки и други храсти, а подножието – с издънкови рехави горички. Изкачването му е лесно по широк коларски път. Изходна точка е паркингът до Църногорския (Гигенски) манастир до с. Гигинци. От върха се откриват прекрасни гледки към Витоша, Рила, Верила, Осогово, както и по-близките Любаш и Стража.